# Grote berkenwespvlinder
De grote berkenwespvlinder (Synanthedon scoliaeformis) is een vlinder uit de familie wespvlinders (Sesiidae), onderfamilie Sesiinae.
Synanthedon scoliaeformis is voor het eerst wetenschappelijk beschreven door Borkhausen in 1789. De soort komt voor in het Palearctisch gebied.